# Césarine d'Houdetot
Césarine d'Houdetot, baronne de Barante (27 septembre 1794 à Pamplemousses, Maurice - 26 décembre 1877 à Dorat) est une écrivaine française.

## Biographie
Césarine d'Houdetot était la fille de César Louis Marie François Ange d'Houdetot et la petite-fille de la Sophie Lalive de Bellegarde comtesse d'Houdetot et tante de la femme de Louis-Mathieu Molé. La  sœur de Césarine, Élisabeth épousa Jean-Baptiste Lecat de Bazancourt.
Césarine d'Houdetot épousa le 26 novembre 1809 Prosper de Barante. À partir de 1848, le couple réside à demeure au château de Barante près de Thiers. D'une grande piété, elle participe à de nombreuses œuvres de charité et aide son époux pour la création la mutualité thiernoise.
Ils eurent un fils, Prosper-Claude-Ignace-Constant Brugière de Barante (1816-1889), qui sera préfet de l'Ardèche en 1845, député sous le Second Empire et sénateur sous la Troisième République. Sa petite-fille, Jeanne de Barante, épousa en 1872 Alfred Sommier, richissime industriel du sucre qui restaura le domaine de Vaux-le-Vicomte de 1875 à 1908.

## Œuvres
- La Présence de Dieu rappelée par les passages des livres saints, à l'usage des écoles et particulièrement des écoles de campagne, Bibliothèque Pieuse des Maisons d’Éducation, Tours, A. Mame et fils, 1868
- Préface à Catherine de Sienne, La Doctrine divine enseignée par Dieu le Père à sainte Catherine de Sienne (extraits de Il dialogo della divina provvidenza), Librairie catholique, Clermont-Ferrand, 1875[1]